# فيراباميل
الفيرباميل (بالإنجليزية: Verapamil HCI)‏
(يباع تحت أسماء تجارية مختلفة) : هو نوع L من الأدوية التي تسد قناة الكالسيوم (مجموعة : فينيل-ألكيل- أمين). وقد تم استخدامه في علاج ارتفاع ضغط الدم، الذبحة الصدرية، عدم انتظام ضربات القلب، والصّداع العنقودي. ويستخدم أيضاً للوقاية من الصداع النصفي. كما تمّ استخدام الفيراباميل كموسع للأوعية الدمويّة أثناء حفظها بالتبريد. وهو مضاد لاضطراب معدل نبضات القلب من المجموعة الرابعة، ووجد أنه فعّال أكثر من الديجوكسين في السيطرة على معدل ضربات البطين ، وتمت الموافقة عليه من قبل إدارة الغذاء والدواء الأمريكية (FDA) في مارس 1982. كما أنّه مسجل في قائمة منظمة الصحة العالمية للأدوية الأساسية والأدوية الأهمّ في النظام الصحي الأساسي.

## الاستخدامات الطبية
يستخدم الفيراباميل أيضاً عبر الشرايين لعلاج التشنّج الدماغي. ويستخدم لعلاج الصّداع العنقوديّ،  ولكنّه قد يسبب الصّداع كأثر جانبي مع الاستخدام. يستخدم الفيراباميل للسيطرة على معدل نبضات البطين في مرض عدم انتظام دقات القلب فوق البطيني وأيضاً للوقاية من الصداع النصفي. ولا يعد الفيراباميل الدواء الذي يتم اختياره كالعلاج الأول لارتفاع ضغط الدم حسب ما جاء في( JAMA( JNC-8، إلا أنّه قد يستخدم إذا كان المريض لديه رجفان أذيني أو نوع آخر من عدم انتظام ضربات القلب.

## موانع الاستخدام
يتم تجنب استخدام الفيراباميل عموماً لدى الأشخاص المصابين بالآتي: خلل وظيفيَ حاد في البطين الأيسر، انخفاض ضغط الدم (ضغط الدم الانقباضي أقل من 90 ملم زئبق)، الصدمة القلبية، وفرط الحساسية للفيراباميل.

## الأعراض الجانبية
الأعراض الجانبية الأكثر شيوعاً المرافقة لاستخدام الفيراباميل هي: الإمساك (7.3٪) ، والدوخة (3.3٪)، والغثيان (2.7٪)، وانخفاض ضغط الدم (2.5٪)، والصداع (2.2٪). أما الأعراض الجانبية الأقل شيوعاً (التي شوهدت بنسبة أقل من 2٪ من السكان) تشمل: انحباس الماء في الجسم، فشل القلب الاحتقانيّ، وانحباس الماء في الرئتين، والتعب، وارتفاع إنزيمات الكبد وضيق في التنفس وانخفاض معدل ضربات القلب والطفح الجلدي واحمرار الجلد. كما أن الفيراباميل - كغيره من الأدوية السادّة لقنوات الكالسيوم- يؤدي إلى تضخم اللّثة.

### الجرعة زائدة
غالباً ما تظهر آثار الجرعة الزائدة على شكل: غثيان ووهن، بطء القلب، دوار، انخفاض ضغط الدم، وعدم انتظام ضربات القلب. ويمكن استخدام البلازما، المصل أو الدم لقياس تراكيز الفيراباميل أو النور- فيراباميل (مستقلب الفيراباميل) لتأكيد تشخيص التسمم للمرضى في المستشفيات أو للمساعدة في التحقق من نتائج الطب الشرعي للوفيات. تركيز الدم أو البلازما للفيراباميل عادة ما يكون في حدود 50-500 ميكروغرام / لتر في الأشخاص الذين يتناولون الفيراباميل كعلاج، ولكن قد ترتفع إلى 1-4 ملغ / لتر لمرضى الجرعة الزائدة وتكون في حدود 5-10 ملغ / لتر في حالات التسمم القاتلة.

## آلية العمل
يعمل الفيراباميل على سد قنوات الكالسيوم التي تعتمد على الجهد. وتصنّف الأدوية التي تسد قنوات الكالسيوم (المجموعة الرابعة) في علم الأدوية كمعالجات لارتفاع معدل ضربات القلب. ولأن قنوات الكالسيوم تتركز في العقد الجيبية الأذينية والأذينية البطينية، يستخدم الفيراباميل لتقليل دفعة التوصيل من خلال العقدة الأذينية البطينية، وبالتالي حماية البطينين من ارتفاع النبضات الأذيني.
وتتركز قنوات الكالسيوم أيضاً في البطانة العضلية الملساء للأوعية الدموية، لذلك فإن سد قنوات الكالسيوم فيها يؤدي إلى تمدد الأوعية الدموية. وقد أدى ذلك إلى استخدامها في علاج لارتفاع ضغط الدم والذبحة الصدرية، ذلك أن آلام الذبحة الصدرية ناتجة في الأساس عن العجز في إمداد القلب بالأوكسجين. قتقوم الأدوية السادة لقنوات الكالسيوم (مثل الفيراباميل) بتوسيع الأوعية الدموية، مما يزيد من تدفق الدم والأكسجين إلى القلب. وهكذا يتم التحكم في آلام الصدر، ولكن فقط عند استخدامها بانتظام، ولكنها لا تستطيع إيقاف ألم الصدر بمجرد أن يبدأ، قد تكون هناك حاجة لموسع شرايين أكثر قوة مثل النتروجليسرين للسيطرة على الألم بمجرد أن يبدأ.

## حركية الدواء
يُمتص أكثر من 90٪ من الفيراباميل عندما يعطى عن طريق الفم،  ولكن نظراً لارتفاع استقلابه في عبوره الأول عبر الكبد، فإن توافره البيولوجي أقل من ذلك بكثير (10-35٪). 90٪ من الدواء يكون مرتبطاً بالبروتينات في الدم ويبلغ حجم توزيعه من 3 إلى 5 لتر / كجم. ويحتاج إلى ساعة أو ساعتين للوصول إلى ذروة تركيزه في البلازما بعد تناوله عن طريق الفم. ويتم استقلابه في الكبد إلى 12 مركب أيضي نشط على الأقل (على الرغم من أن مركب أيضي واحد هو (نور- فيراباميل) يحتفظ بما يقارب 20٪ من النشاط الموسع للأوردة الخاص بالعقار الأم). كما يتم إفرازالعناصر في البول بنسبة 70٪، وفي البراز بنسبة 16٪ ويفرز 3-4٪ دون تغيير في البول (اعتماد غير الخطي بين تركيز البلازما والجرعة) ويبدأ الفيراباميل عمله بعد ساعة إلى ساعتين من أخذ الجرعة عن طريق الفم. والوقت الذي يلزم للوصول إلى نصف التركيز في الدم هو: 5-12 ساعة . لا يتم التخلص منه في غسيل الكلى ويفرز في حليب الأم لذلك لا ينصح باستخدامه في فترات الرضاعة الطبيعية.
وتم التأكد من فعالية الفيراباميل لعلاج الهوس والهوس الخفيف على المدى القصير  والمدى الطويل. كما أن إضافة أكسيد المغنيسيوم للفيراباميل يعزز من تأثيره المضاد للهوس. ويستخدم في بعض الأحيان للسيطرة على الهوس في المرضى الحوامل، وخاصة في الأشهر الثلاثة الأولى حيث لا يبدو أن له آثار مشوهة للجنين. لهذا السبب يستخدم الفيراباميل كبديل عن حمض فالبرويك (الذي يسبب تشوهات للجنين بنسبة عالية) و الليثيوم (يسبب تشوهات في قلب الجنين) وإن كان أقل فعالية من كليهما.

## الاستخدام البيطري
يمكن إعطاء فيراباميل بعد العمل الجراحي في الأرانب التي تلقت صدمة قوية على البطن لمنع تشكل الالتصاقات (التي تعتبر شائعة في الأرانب بعد العمل الجراحي). لم يتم توثيق هذا التأثير في دراسة أخرى مع المهور.

## الاستخدمات في بيولوجيا الخلية
يستخدم فيراباميل أيضاً في بيولوجيا الخلية كمثبط لمضخات الأدوية البروتينية ( التي تقوم بإخراج الدواء إلى خارج الخلية) مثل P-البروتين السكري. وهذا مفيد لأن العديد من الخلايا السرطانية تقوم بإنتاج هذه المضخات بشكل مفرط، مما يحد من فعالية الأدوية السامة للخلايا أو العلامات الفلورية. كما أنه يستخدم في الخلية الفلورية لفرز الخلايا بناء على محتوى الحمض النووي، كما أنه يمنع ضخ العلامات الفلورية المرتبطة بالحمض النووي (مثل هويشت 33342 ) إلى خارج الخلية. يمكن استخدام الفيراباميل المشع والتصوير المقطعي لقياس كفاءة مضخة -P البروتين السكري.

## الأبحاث
وتجري دراسة الفيراباميل لمرضى السكري على نماذج حيوانية، ومن المتوقع أن تبدأ التجارب البشرية في عام 2015م.

## الأسماء التجارية
الأسماء التجارية للفيراباميل تشمل :
Isoptin, Verelan, Verelan PM, Calan, Bosoptin, Calaptin, Verogalid ER and Covera-HS

## انظر ايضاً
- رانولازين

## وصلات أخرى
- مدلاين بلس medmaster-a684030
- "Verapamil" in Drugs.com